# Basílio da Gama

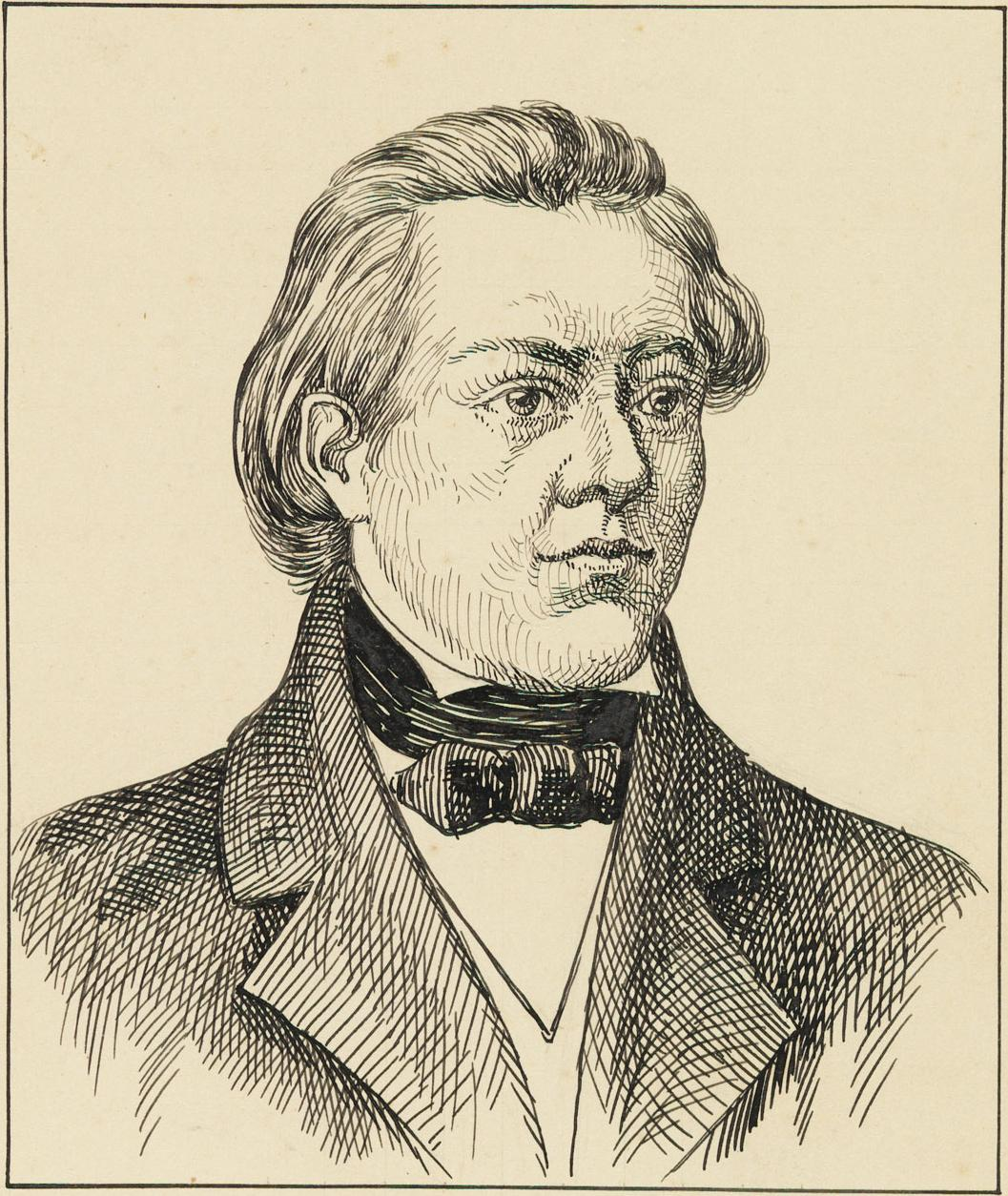
Basílio da Gama

José Basílio da Gama (* 8. April 1741 (nach anderen Angaben: 1740) in São José do Rio das Mortes, Minas Gerais; † 31. Juli 1795 in Lissabon) war ein portugiesisch-brasilianischer Dichter, der insbesondere durch das 1769 erschienene Blankvers-Epos O Uraguai bekannt wurde. 

## Leben
José Basílio da Gama, Sohn von Manuel da Costa Villas-Boas und Quitéria Inácia da Gama, wuchs nach dem frühen Tode seines Vaters in einfachen Verhältnissen auf. Nach der Ausweisung der Jesuiten aus Brasilien 1759 ging er nach Europa und reiste zwischen 1760 und 1767 durch verschiedene Länder wie Italien und Portugal. In Italien schloss er sich der literarischen Gruppe der Arkadier an und verfasste seine Gedichte unter dem Pseudonym Termindo Sipílio. Anfang 1767 kehrte er nach Brasilien zurück, wo er in Rio de Janeiro an der Taufe des Schiffs Serpente teilnahm.
In seinem 1769 erschienenen Blankvers-Epos O Uraguai stellte er den Kampf der Portugiesen gegen einen von Jesuiten geschürten Guaraní-Krieg in Uruguay dar, der vom Guaraní Sepé Tiaraju angeführt wurde. Er wurde damit in der brasilianischen Literatur zu einem der bedeutendsten Vertreter des Arkadismus (Arcadismo). Später kehrte er nach Portugal zurück, wo er am 31. Juli 1795 in Lissabon verstarb.
Ihm zu Ehren wurde der vierte Sitz (Cadeira) der 1896 gegründeten Academia Brasileira de Letras benannt.

## Veröffentlichungen
- Epitalâmio às núpcias da Sra. D. Maria Amália, 1769.
- O Uraguai, 1769.
- Os Campos Elíseos, 1776.
- Relação abreviada da República, 1788.
- Lenitivo da saudade, 1788.
- Quitúbia, 1791.

posthum
- A declamação trágica, 1820.